# Église Notre-Dame de L'Heure (Caours)
L'église Notre-Dame de L'Heure est située dans le hameau de L'Heure sur le territoire de la commune de Caours, dans le département de la Somme, à une dizaine de kilomètres au nord d'Abbeville.

## Historique
L'origine de l'église de L'Heure remonterait au IXe ou au Xe siècle, le chœur a été construit au XVIIe siècle. Elle conservait un buste reliquaire de style roman devant laquelle le roi Louis XI était venu se recueillir, la Vierge de L’Heure, d’époque romane. Elle était censée protéger des épidémies. Une statue en bois de la Vierge à l'Enfant, du XVIe siècle, est présente dans l'église. Les charpentes et les voussures sont inscrites au titre des monuments historiques en 1926.

## Caractéristiques
L'église Notre-Dame de L'Heure, couverte de tuiles, est composée de deux parties distinctes : le chœur construit en brique et pierre en lits alternés et la nef construite en pierre et renforcée par des contreforts. Un clocher en forme de flèche recouvert d'ardoises domine la façade.
L'église conserve un portail roman et une statue en bois de la Vierge à l'Enfant de style gothique.